# Hôtel de Langres
L’hôtel de Langres est un édifice situé dans la ville de Dijon, dans la Côte-d'Or en région Bourgogne-Franche-Comté.

## Histoire
Il fut construit au XVIIe siècle.
La toiture est inscrite au titre des monuments historiques par arrêté du 21 novembre 1925. La façade est classée par arrêté du 6 juillet 1937.